# Khir

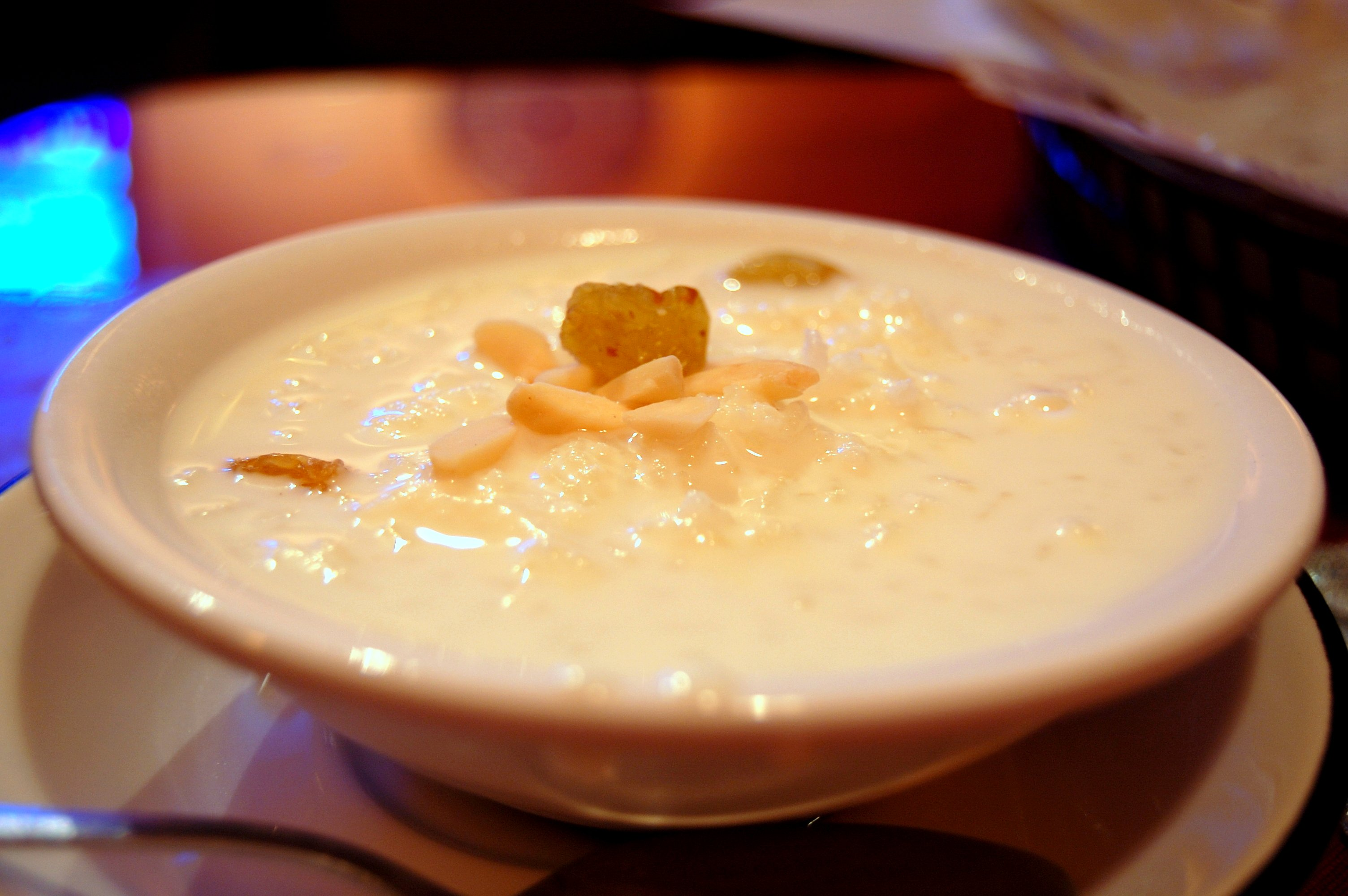
Plato de kheer de la India.

El khir o kheer (pronunciado /kiːɹ/; en sánscrito, क्षीर ksheer; en hindi, खीर; en punyabí, ਖੀਰ khiri: en oriya ଖିରି; en urdu کھیر kheer), también denominado payasam (en tamil, பாயசம்; en malayalam, പായസം), payasa (en kannada, ಪಾಯಸ) o payesh (en bengalí পায়েস; en telugú, పాయసం) es plato dulce, en esencia idéntico al arroz con leche, tradicional del sur de Asia. Se prepara hirviendo arroz o trigo combinado con leche y azúcar, y aromatizado con cardamomo, pasas, azafrán, castañas de cajú, pistachos o almendras. Por lo general se sirve durante la cena o como postre.